# هیت‌میکسز
«هیت‌میکسز» (به انگلیسی: Hitmixes) آلبومی از هنرمند اهل ایالات متحده آمریکا لیدی گاگا است که در سال ۲۰۰۹ میلادی منتشر شد.